# Pavel Vašíček
Pavel Vašíček (* 2. března 1972) je bývalý český fotbalista.

## Fotbalová kariéra
V československé a české lize hrál za Duklu Praha a Bohemians Praha. Nastoupil ve 47 ligových utkáních a dal 5 gólů. Ve druhé lize hrál i za FK Švarc Benešov, SK Spolana Neratovice, FK Mladá Boleslav a FK Mogul Kolín, nastoupil v 86 utkáních a dal 5 gólů.

## Ligová bilance
| Ročník                          | Zápasy | Góly | Klub            |
| ------------------------------- | ------ | ---- | --------------- |
| 1. česká fotbalová liga 1993/94 | 25     | 2    | Dukla Praha     |
| Gambrinus liga 1999/00          | 10     | 2    | Bohemians Praha |
| CELKEM                          | 47     | 5    |                 |